# Funbike
Funbike is een motorfietsclassificatie. 
Dit is een motorfiets waarbij het plezier voorop staat. Dit is meestal een niet al te zware motor met één of twee cilinders, soms een omgebouwde offroad met wegbanden. Voorbeelden: BMW F 650, KTM Duke, Yamaha TDM.